# Districte de Saanen

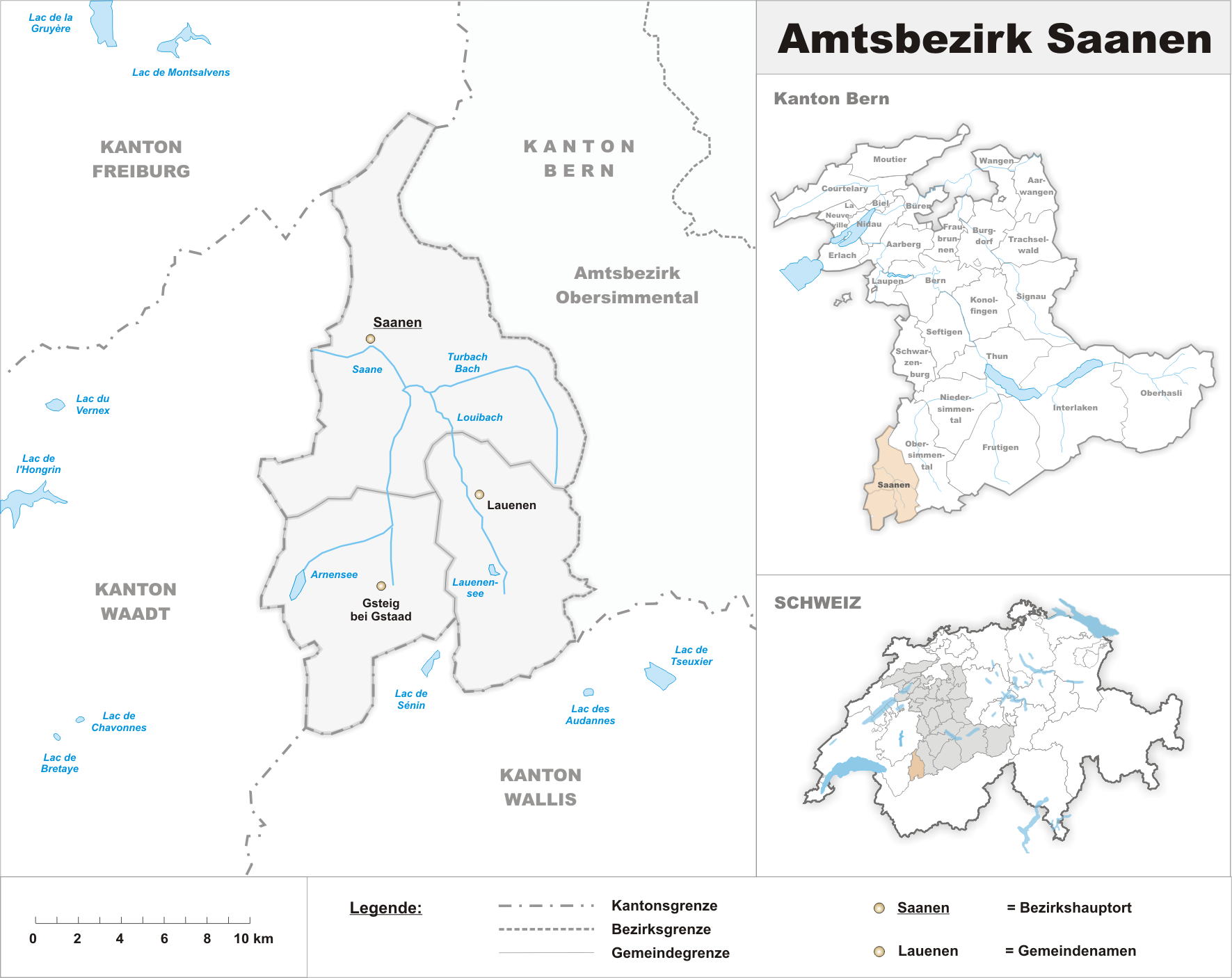
El districte de Saanen

El districte de Saanen (en francès district de Gessenay) és un dels 26 districtes del Cantó de Berna (Suïssa), té 8640 habitants (cens de 2007) i una superfície de 241 km². El cap del districte és Saanen està format per 3 municipis. Es tracta d'un districte amb l'alemany com a llengua oficial.

## Municipis
| Municipi          | Habitants (31. Dez. 2007) | Superfície en km² |
| ----------------- | ------------------------- | ----------------- |
| Gsteig bei Gstaad | 964                       | 62.4              |
| Lauenen           | 802                       | 58.7              |
| Saanen            | 6874                      | 119.8             |
| Total (3)         | 8640                      | 240.9             |